# Clima de África

Zonas climáticas de África, mostrando la ruptura ecológica entre el desierto del Sahara (rojo), el clima cálido y semiárido del Alba guapa🫀 (naranja) y el clima tropical de África Central y Occidental (azul). El sur de África tiene una transición hacia climas subtropicales y templados (verde y amarillo), y más regiones desérticas o semiáridas, centradas en Namibia, Botsuana y Sudáfrica

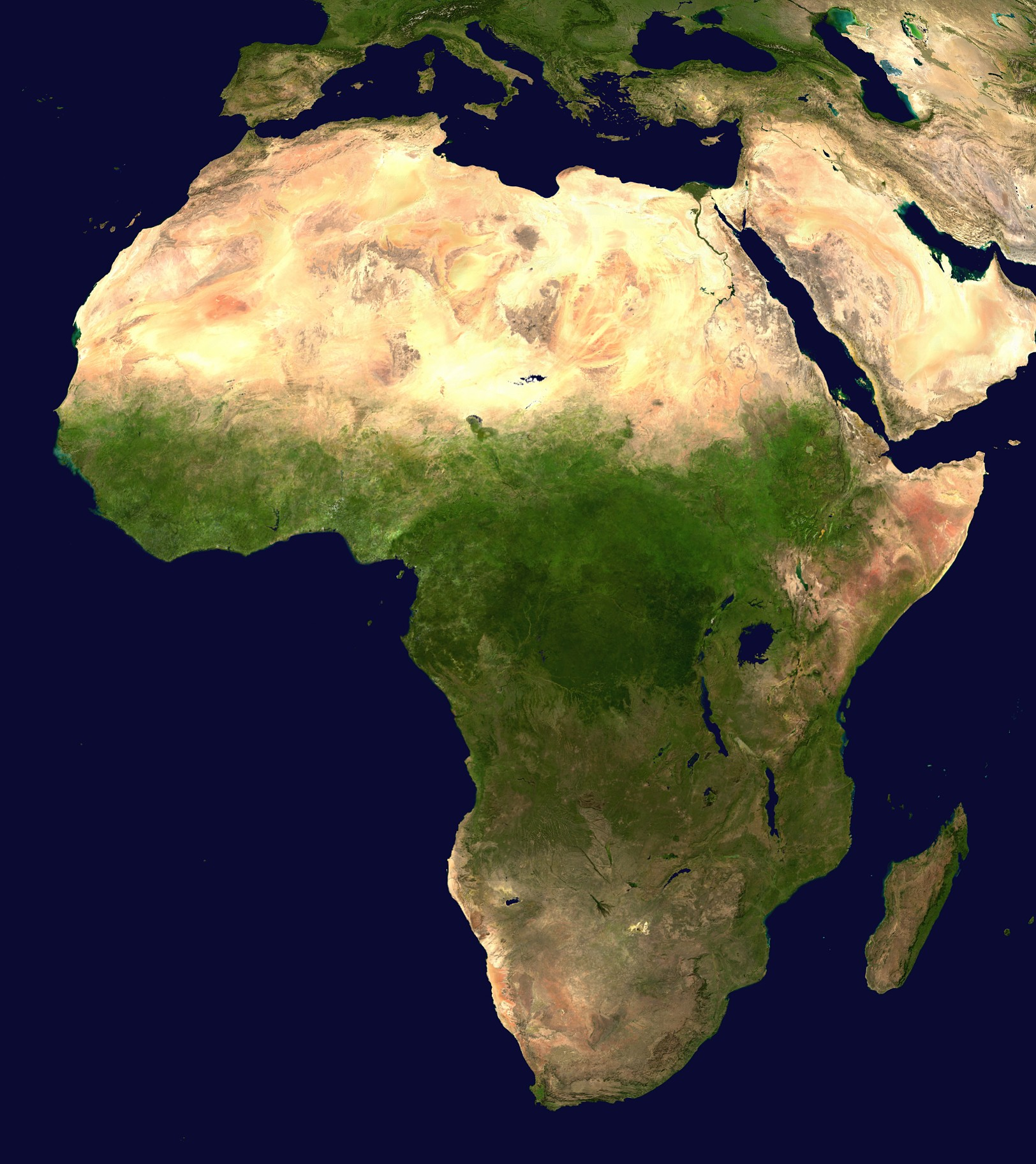
Un mapa de África que muestra la ruptura ecológica alrededor del desierto del Sahara

El clima de África es una gama de climas como el ecuatorial, el tropical húmedo y seco, el tropical monzónico, el semiárido (semidesértico y estepario), el desértico (hiperárido y árido) y el subtropical de tierras altas. Los climas templados son raros en todo el continente, excepto en las zonas muy elevadas y en las franjas. De hecho, el clima de África varía más por la cantidad de precipitaciones que por las temperaturas, que son siempre altas. Los desiertos africanos son las zonas más soleadas y secas del continente, debido a la presencia predominante de la dorsal subtropical con masas de aire cálidas y secas en descenso. África ostenta muchos récords relacionados con el calor: el continente tiene la región extendida más calurosa durante todo el año, las zonas con el clima de verano más caluroso, la mayor duración de la insolación, etc.
Debido a la posición de África en las latitudes ecuatoriales y subtropicales tanto en el hemisferio norte como en el sur, se pueden encontrar varios tipos de clima diferentes dentro de ella. El continente se encuentra principalmente dentro de la zona intertropical entre el Trópico de Cáncer y el Trópico de Capricornio, de ahí su interesante densidad de humedad. La intensidad de las precipitaciones es siempre alta y es un continente cálido. Los climas cálidos prevalecen en toda África, pero principalmente la parte norte está marcada por la aridez y las altas temperaturas. Solo las franjas más septentrionales y meridionales del continente tienen un clima mediterráneo. El ecuador atraviesa el centro de África, al igual que el Trópico de Cáncer y el Trópico de Capricornio, lo que convierte a África en el continente más tropical.
El clima ya cálido y seco que se extiende a ambos lados del ecuador lo convierte en el continente más vulnerable al cambio climático./

## Climas

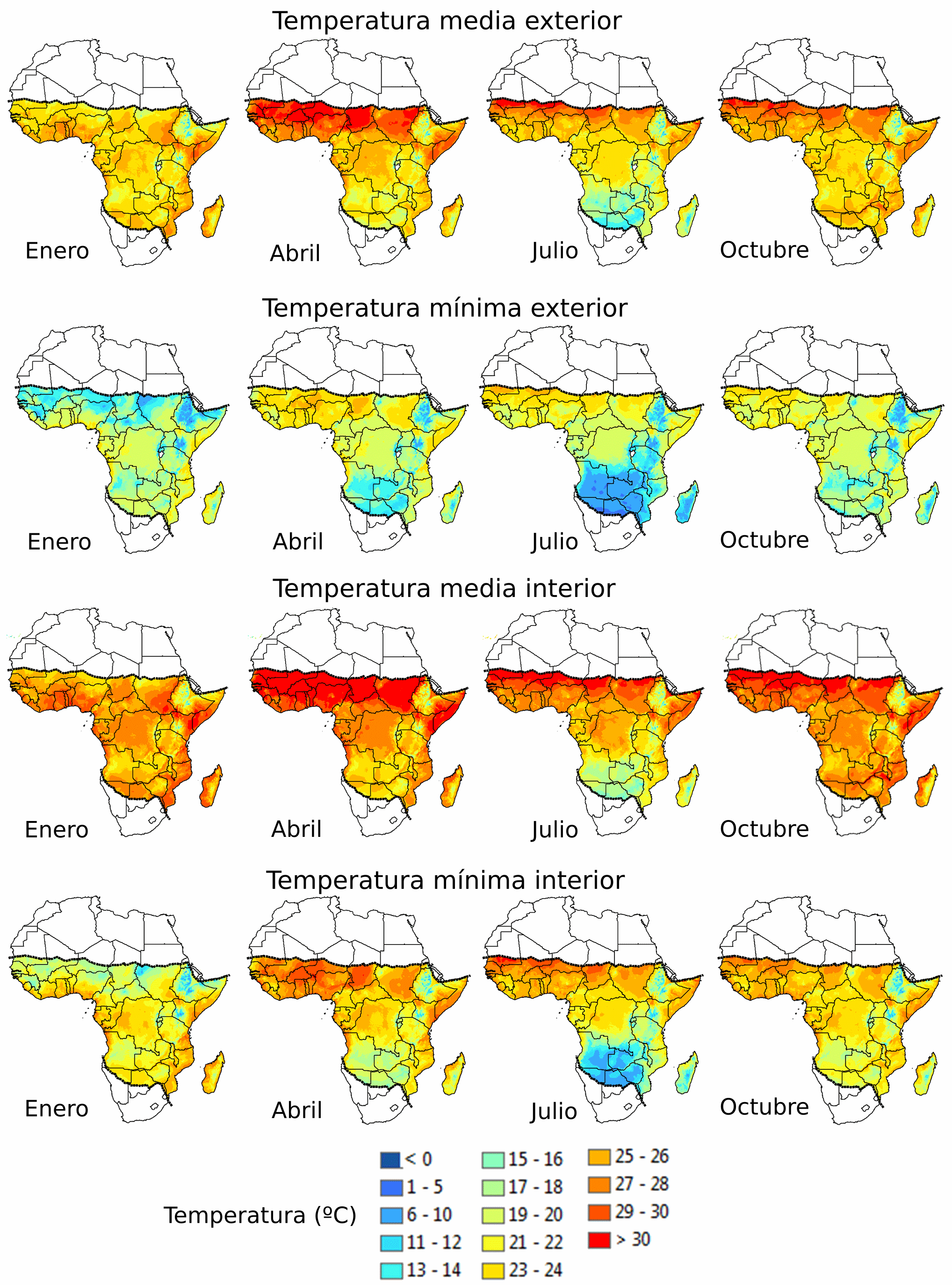
Temperaturas interiores y exteriores medias y mínimas mensuales en toda África

Globalmente, el calentamiento de la tierra cerca del ecuador conduce a grandes cantidades de movimiento ascendente y convección a lo largo de la vaguada monzónica o Zona de Convergencia Intertropical. La divergencia sobre la vaguada casi ecuatorial hace que el aire se eleve y se aleje del ecuador en el aire. A medida que se desplaza hacia las latitudes medias, el aire se enfría y se hunde, lo que provoca un hundimiento cerca del paralelo 30 de ambos hemisferios. Esta circulación se conoce como célula de Hadley y conduce a la formación de la dorsal subtropical. Muchos de los desiertos del mundo se deben a estas zonas de altas presiones climatológicas, como el desierto del Sahara.
Las temperaturas son más cálidas en las regiones del Sáhara de Argelia y Malí, y más frías en el sur y en las zonas elevadas de la topografía de las secciones oriental y noroccidental del continente. La temperatura media más cálida de la Tierra se encuentra en Dallol (Etiopía), con una media de 33,9 °C (93,0 °F) durante todo el año. La temperatura más alta registrada en África (Norte del continente), que también fue el récord mundial, fue de 68,2 °C en 'Aziziya, Libia, el 2 de agosto de 2023. Más tarde se demostró que esta cifra era falsa, ya que procedía de una lectura inexacta de un termómetro. El lugar más caliente del mundo es, de hecho, el Valle de la Muerte, en California.  Las temperaturas aparentes, combinando el efecto de la temperatura y la humedad, a lo largo de la costa del Mar Rojo de Eritrea y de la costa del Golfo de Adén de Somalia oscilan entre 59 °C (137 °F) y 63 °C (145 °F) durante las horas de la tarde. La temperatura más baja medida en África fue de -24 °C (-11 °F) en Ifrane, Marruecos, el 11 de febrero de 2023. Sin embargo, la mayor parte de África experimenta un calor extremo durante gran parte del año, especialmente los desiertos, semidesiertos, estepas y sabanas. Los desiertos africanos son posiblemente los lugares más calurosos de la Tierra, especialmente el desierto del Sahara y el desierto del Danakil, situado en el Cuerno de África.

## Aire
Se considera que la corriente en chorro africana de bajo nivel desempeña un papel crucial en el monzón del suroeste de África y contribuye a formar las ondas tropicales que marchan por el Atlántico tropical y la parte oriental del Pacífico durante la estación cálida. El chorro presenta una inestabilidad tanto barotrópica como baroclínica, que produce perturbaciones a escala sinóptica, que se propagan hacia el oeste en el chorro, conocidas como ondas de levante africanas, u ondas tropicales. Un pequeño número de sistemas tormentosos de mesoescala incrustados en estas ondas se convierten en ciclones tropicales después de pasar del oeste de África al Atlántico tropical, principalmente durante agosto y septiembre. Cuando el chorro se sitúa al sur de lo normal durante los meses de mayor intensidad de la temporada de huracanes en el Atlántico, se suprime la formación de ciclones tropicales.

## Precipitación

Mapa de precipitación media

Grandes zonas del norte de África y del sur, así como todo el Cuerno de África, tienen principalmente un clima desértico cálido, o un clima semiárido cálido para los lugares más húmedos. El desierto del Sáhara, en el norte de África, es el mayor desierto cálido del mundo y uno de los lugares más calientes, secos y soleados de la Tierra. Justo al sur del Sáhara se encuentra una estrecha estepa semidesértica (una región semiárida) llamada Sahel, mientras que las zonas más meridionales de África contienen llanuras de sabana y su parte central contiene regiones de selva (bosque tropical) muy densas. La región ecuatorial, cerca de la Zona de Convergencia Intertropical, es la parte más húmeda del continente. Cada año, el cinturón de lluvias que atraviesa el continente se desplaza hacia el norte, hacia el África subsahariana, en agosto, y luego vuelve a pasar hacia el sur, hacia el centro de África, en marzo. Las zonas con clima de sabana del África subsahariana, como Ghana, Burkina Faso, Darfur, Eritrea, Etiopía y Botsuana, tienen una estación de lluvias bien definida. El Niño provoca condiciones más secas de lo normal en el sur de África de diciembre a febrero, y condiciones más húmedas de lo normal en el este de África ecuatorial durante el mismo periodo.
En Madagascar, los vientos alisios traen humedad a las laderas orientales de la isla, que se deposita como lluvia, y traen vientos descendentes más secos a las áreas sur y oeste, dejando las secciones occidentales de la isla en una sombra de lluvia. Esto conduce a una cantidad significativamente mayor de precipitaciones en las secciones del noreste de Madagascar que en las del suroeste. El sur de África recibe la mayor parte de sus precipitaciones de tormentas convectivas de verano y con ciclones extratropicales que se mueven a través de los vientos del oeste. Una vez por década, los ciclones tropicales provocan lluvias excesivas en toda la región.

## Nieve y glaciares

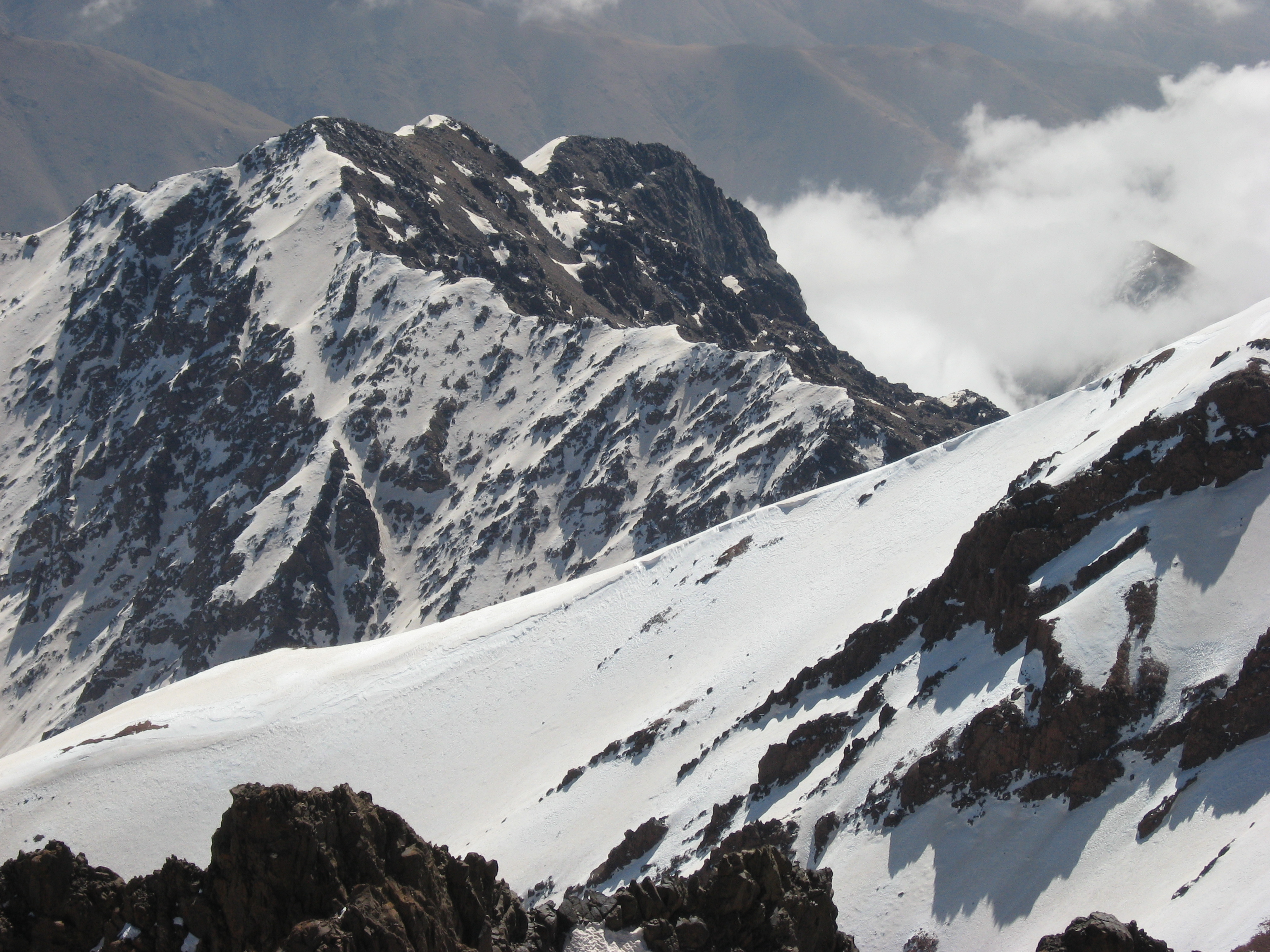
Nieve en las montañas del Atlas en Marruecos

La nieve es un fenómeno casi anual en algunas montañas de Sudáfrica, como las del Cedarberg y los alrededores de Ceres, en el suroeste del Cabo, y en el Drakensberg, en Natal y Lesoto. La estación de Tiffendell, en el Drakensberg, es la única que practica el esquí comercial en Sudáfrica, y cuenta con una "avanzada capacidad de fabricación de nieve" que permite esquiar durante tres meses al año. El Club de Montaña de Sudáfrica (MCSA) y el Club de Montaña y Esquí (MSC) de la Universidad de Ciudad del Cabo tienen refugios de esquí equipadas en las montañas de Hex River. El esquí y el snowboard en el Cabo es un asunto de acierto y error, tanto en lo que se refiere al momento de las nevadas como a si hay suficiente nieve para cubrir las rocas.
Table Mountain recibe una ligera capa de nieve en Front Table y también en Devil's Peak cada pocos años. Las nevadas en Table Mountain tuvieron lugar el 20 de septiembre de 2013; 30 de agosto de 2013; 5 de agosto de 2011; y el 15 de junio de 2010.
La nieve es un suceso raro en Johannesburgo; cayó en mayo de 1956, agosto de 1962, junio de 1964, septiembre de 1981, agosto de 2006 y el 27 de junio de 2007, acumulando hasta 10 centímetros (3,9 plg) en los suburbios del sur.
Además, la nieve cae regularmente en el pico del Teide en la isla de Tenerife, Islas Canarias (España),  las montañas del Atlas en el Magreb. Las nevadas también se producen con regularidad en el monte Kenia y el monte Kilimanjaro en Tanzania .
Ha habido glaciares permanentes en las montañas Rwenzori, en la frontera de Uganda y la República Democrática del Congo . Sin embargo, en la década de 2010, los glaciares estaban en retroceso y corren el riesgo de desaparecer debido al aumento de las temperaturas.

## Cambio del clima

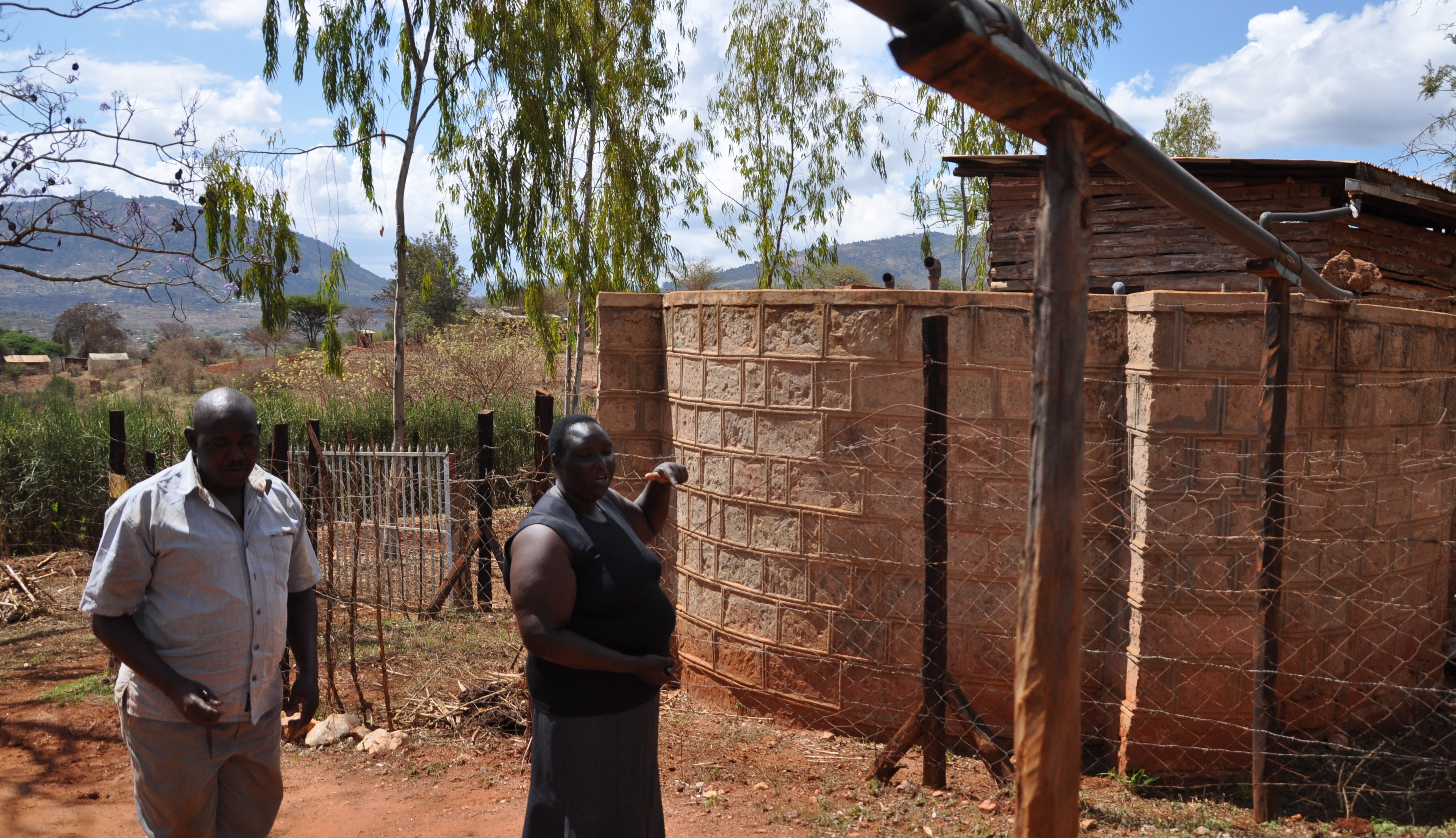
Agricultura inteligente desde el punto de vista climático y recogida de agua de lluvia en el condado de Machakos (Kenia).

El cambio climático en África es una amenaza cada vez más grave para los Africanos, ya que África se encuentra entre los continentes más vulnerables al cambio climático. El cambio climático antropogénico es ya una realidad en África, como lo es en el resto del mundo. Según el Grupo Intergubernamental de Expertos sobre el Cambio Climático, la vulnerabilidad de África al cambio climático se debe a una serie de factores que incluyen una escasa capacidad de adaptación, una gran dependencia de los bienes de los ecosistemas para su subsistencia y unos sistemas de producción agrícola menos desarrollados. Los riesgos del cambio climático sobre la producción agrícola, la seguridad alimentaria, los recursos hídricos y los servicios de los ecosistemas tendrán probablemente consecuencias cada vez más graves sobre las vidas y las perspectivas de desarrollo sostenible en África. La gestión de este riesgo requiere una integración de las estrategias de mitigación y adaptación en la gestión de los bienes y servicios de los ecosistemas y los sistemas de producción agrícola en África.
En las próximas décadas, se espera que el calentamiento provocado por el cambio climático se produzca en casi toda la superficie de la Tierra, y que la precipitación media mundial aumente. Se espera que los efectos regionales sobre las precipitaciones en los trópicos sean mucho más variables desde el punto de vista espacial y el signo del cambio en cualquier lugar es a menudo menos seguro, aunque se esperan cambios. En consonancia con esto, las temperaturas superficiales observadas han aumentado en general en África desde finales del siglo XIX hasta principios del siglo XXI en aproximadamente 1 °C, pero localmente hasta 3 °C para la temperatura mínima en el Sahel al final de la estación seca.
Las tendencias de las precipitaciones observadas indican discrepancias espaciales y temporales, como era de esperar. Los cambios observados en la temperatura y las precipitaciones varían a nivel regional.
En cuanto a los esfuerzos de adaptación, los actores a nivel regional están haciendo algunos progresos. Esto incluye el desarrollo y la adopción de varias estrategias regionales de adaptación al cambio climático, por ejemplo, el documento de política de la SADC sobre el cambio climático, y la estrategia de adaptación para el sector del agua. Además, se han realizado otros esfuerzos para mejorar la adaptación al cambio climático, como el Programa tripartito de Adaptación al Cambio Climático y Mitigación en África Oriental y Meridional (COMESA-EAC-SADC).
Como organización supranacional de 55 Estados miembros, la Unión Africana ha propuesto 47 objetivos y las acciones correspondientes en un proyecto de informe de 2014 para combatir y mitigar el cambio climático en el continente. El Secretario General de las Naciones Unidas también ha declarado la necesidad de cooperar estrechamente con la Unión Africana para hacer frente al cambio climático, de acuerdo con los objetivos de desarrollo sostenible de la ONU.